# Paul Kromjong
Paulus Franciscus Kromjong (Maastricht, 11 november 1903 - Noordwijkerhout, 24 juli 1978) was een Nederlandse kunstschilder en glazenier.
Kromjong was werkzaam bij de Maastrichtse hypotheekbank en volgde daarnaast schilderlessen bij Henri Jonas aan de Middelbare Kunstnijverheidsschool.
In 1929 nam hij deel aan de tentoonstelling 7 Limburgsche jongeren. Hij verhuisde vervolgens naar Amsterdam waar hij ging werken voor de hypotheekbank. In de hoofdstad deelde hij een atelier met zijn vrienden Henri Schoonbrood en Hub Levigne, die de studie monumentale kunst aan de Rijksakademie van beeldende kunsten volgden. In 1935 verhuisde Kromjong naar het hoofdkantoor van de bank in Den Haag. Hij schreef zich tevens in als student aan de Eerste Nederlandse Vrije Studio en de avondopleiding modeltekenen aan de Koninklijke Academie van Beeldende Kunsten.
Na de oorlog aanvaardde hij een aanstelling als docent monumentale vormgeving aan de Koninklijke Academie van Beeldende Kunsten in Den Haag. Deze functie hield hij tot 1969.
In de vooroorlogse periode was een duidelijke verwantschap te zien met zijn leermeester Henri Jonas, met name in zijn naakttekeningen en portretten. Zijn landschappen vertoonden duidelijke invloed van Constant Permeke, de Vlaamse expressionist. Na de oorlog schilderde hij hoofdzakelijk geometrisch-abstracte composities en maakte hij collages en sculpturen van metaal.
In 1936 nam Kromjong deel aan de tentoonstelling D.O.O.D., de Olympiade onder dictatuur, die in Amsterdam werd georganiseerd uit protest tegen de Olympische Spelen in Berlijn.
- Biografisch Portaal: 30173377
- International Standard Name Identifier: 0000 0003 8737 4285
- Nederlandse Thesaurus van Auteursnamen: 070429286
- RKD-Nederlands Instituut voor Kunstgeschiedenis: 46536
- Union List of Artist Names: 500712677
- Virtual International Authority File: 280306305